# Praia do CDS
A praia do CDS é a praia vigiada, concessionada e com Bandeira Azul mais perto do centro de Lisboa (16,2 km), que corresponde a um dos segmentos de praia do pontão da Costa de Caparica, sendo uma das praias mais frequentadas dessa zona. Foi apelidada de "praia do CDS" na segunda metade da década de 1970, depois de ser pintada numa pedra do lado norte do pontão a sigla "CDS" (abreviatura de Centro Desportivo de Surf) depressa se generalizou como nome para distinguir esta das outras praias do pontão.

## História
A praia do CDS começou a ser utilizada como zona balnear a partir da década de 1970, alcançando o seu auge no ano de 1987. No entanto devido a mudança das correntes no inicio do milénio a praia ficou sem areia, ficando vazia até o ano de 2007, ano esse em que houve uma reposição de areia. Desde a reposição das areias, a praia ganhou o seu número de banhistas atual.

## Panorama e dimensões
A praia tem cerca de 300 metros de comprimento e um areal actualmente bastante estreito. Uma das mais procuradas da zona para a prática do surf e de bodyboard, possui maior quantidade de areia no extremo sul (perto do cotovelo do paredão) e no recanto formado pelo esporão que a delimita a norte. É partilhada por famílias e adeptos das referidas modalidades. 
É envolvida por um pontão de pedra, tendo um passeio de alcatrão por cima e alguns bares. É também possível visualizar Lisboa e a Serra da Arrábida da praia.

## Condições de acesso
A praia é acessível pela Rua Pedro Álvares de Cabral, onde existe o Parque de Estacionamento P2 da Ecalma, onde os preços rondam entre os 0,10 € por 12 minutos e 27,50 € por uma semana. Uma hora no parque de estacionamento são 0,50 €, que acrescem mais 50 por cada hora paga. O parque tem cerca de 375 lugares ao longo do areal. 

## Condições de lazer e surf
Pode dizer-se que a praia do CDS é uma praia típica da zona. A qualidade da água é ou satisfatória, ou boa, e é uma praia vigiada. É também afamada por surfistas da região por ter das melhores ondas da Costa da Caparica.